# Peugeot 605
O Peugeot 605 é um modelo de porte médio-grande produzido pela Peugeot entre 1989 e 1999, com um facelift lançado em 1995. Baseado na plataforma do Citroën XM e projetado pela Pininfarina, foi lançado em julho de 1989 para substituir o Peugeot 604 e para capitalizar um novo ar familiar para a marca.
No seu lançamento foi criticado no quesito confiabilidade devido a pressa da marca em lançá-lo, recuperando a confiabilidade depois do facelift porém já estava com má fama. Em 1999 foi substituído pelo Peugeot 607, na qual cedeu a plataforma.